# Winten (Gemeinde Eberau)
Der Ort Winten (ungarisch Pinkatótfalu, Tótfalu; kroatisch Faluba) ist eine Ortschaft und Katastralgemeinde in der Marktgemeinde Eberau, Bezirk Güssing im Burgenland. Die Ortschaft hat 78 Einwohner (1. Jänner 2024).
Winten ist ein Straßendorf an der Pinkataler Weinstraße und wird erstmals urkundlich 1157 genannt.
Winten war bis zum 31. Dezember 1970 eine eigenständige Gemeinde. Durch das Gemeindestrukturverbesserungsgesetz kam es mit Wirksamkeit 1. Jänner 1971 zu einem Zusammenschluss der Gemeinden Eberau, Gaas, Kroatisch-Ehrensdorf, Kulm, Oberbildein, Unterbildein und Winten zur Großgemeinde Eberau.
Die Filialkapelle Zur Kreuzerhöhung steht außerhalb des Ortes und wurde 1951 als einfacher Rechteckbau mit Fassadenturm errichtet. Eine Florianikapelle steht an der Straße nach Bildein. Eine Bergkapelle aus dem Jahre 1724 steht an der Pinkataler Weinstraße.

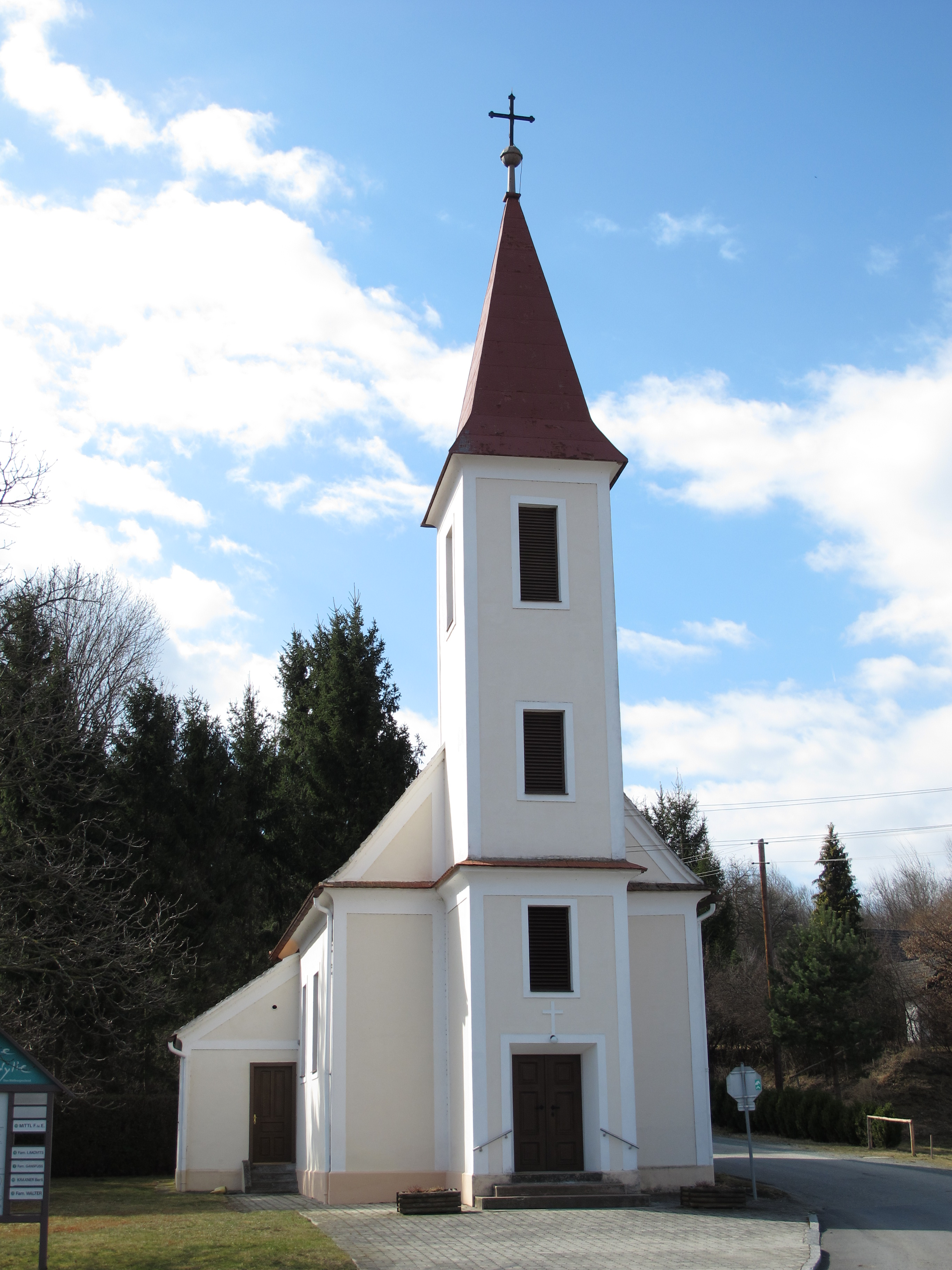
Josephs-Kapelle
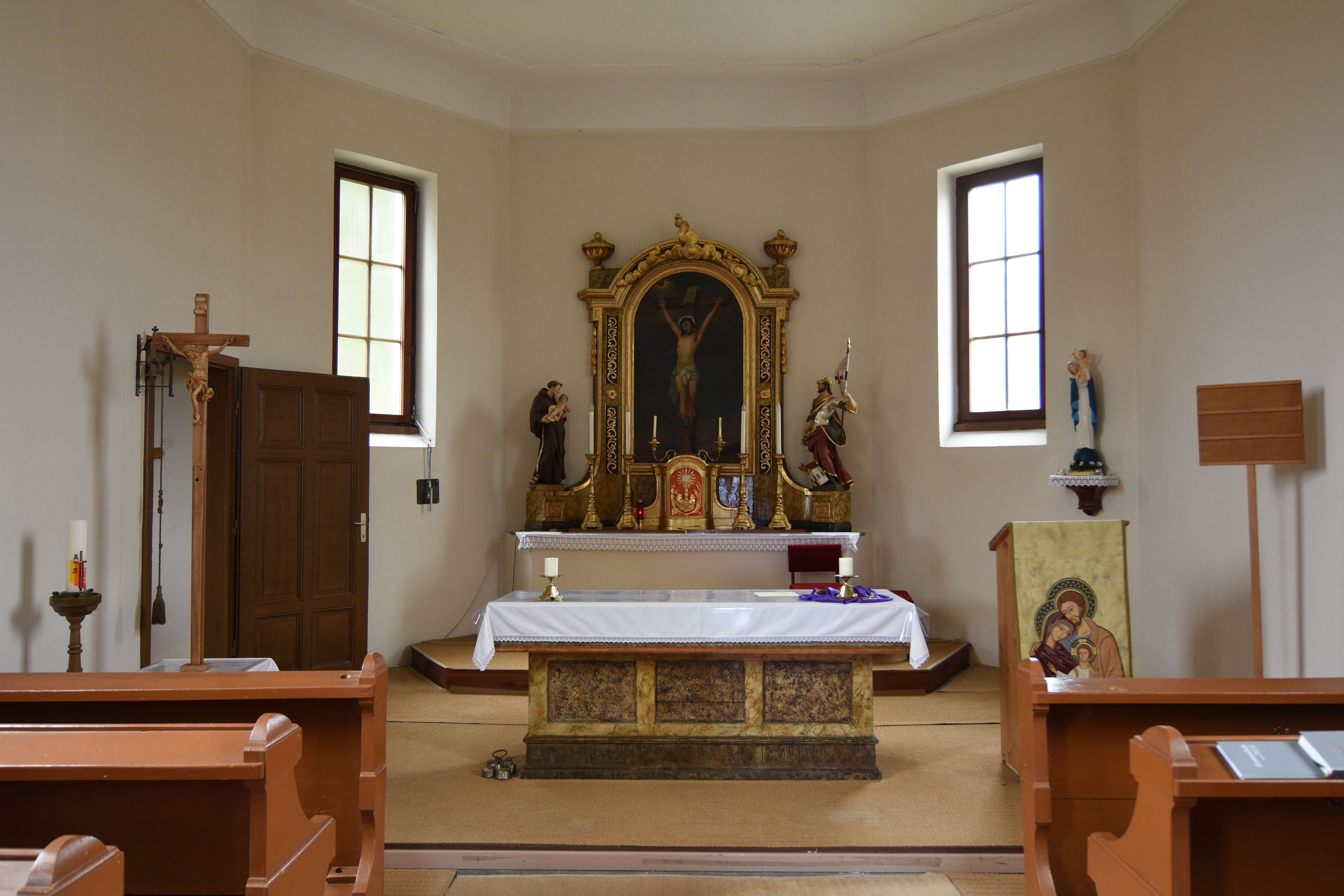
Der Innenraum der Josephs-Kapelle
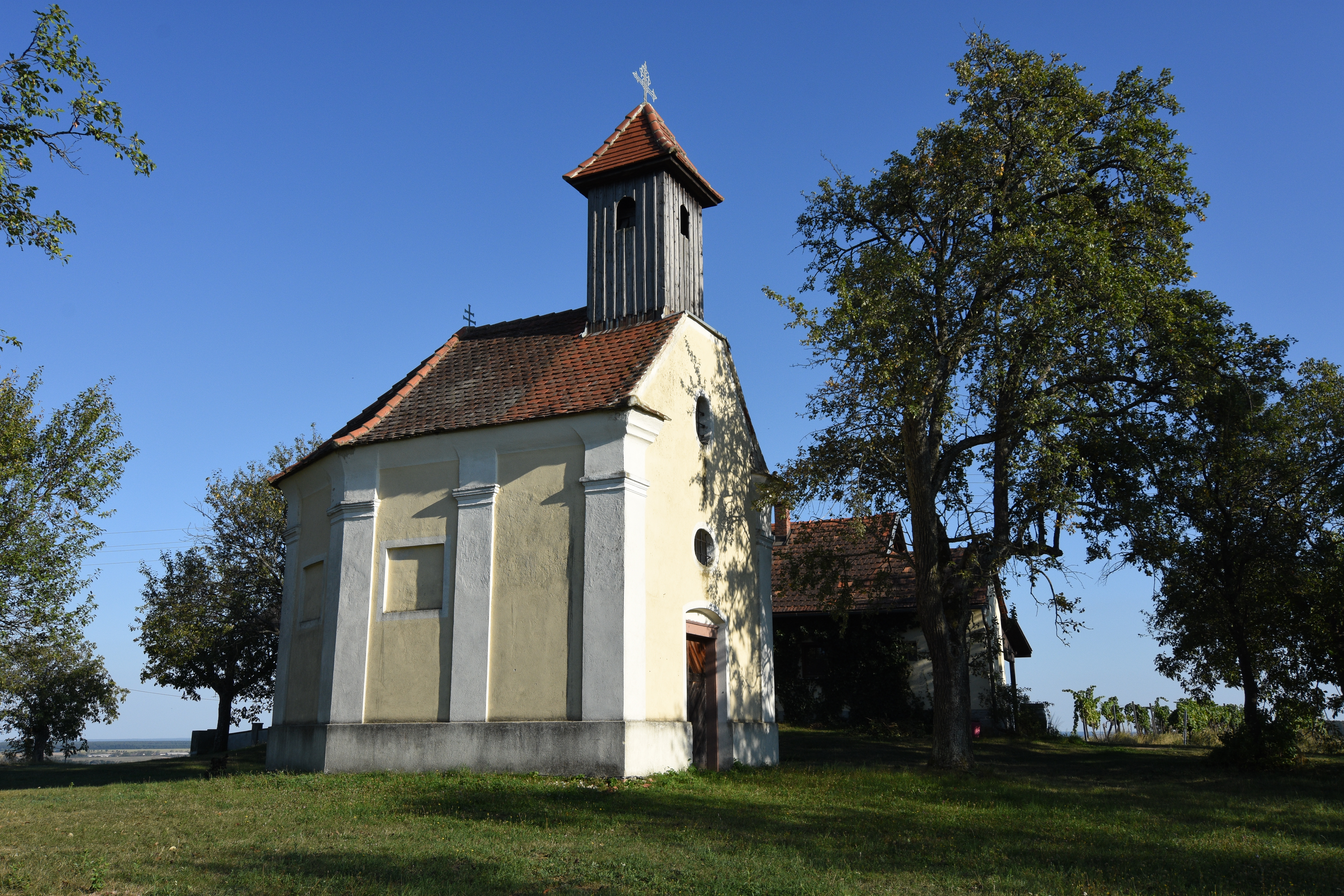
Kapelle zur Kreuzerhöhung